# Старкопф, Антон Гейнович
Антон Гейнович Старкопф (эст. Anton Starkopf; 22 апреля 1889, Кохила — 30 декабря 1966[…], Тарту) — эстонский советский скульптор, народный художник Эстонской ССР (1964).

## Биография

Дом Старкопфа в Тарту

Родился в крестьянской многодетной семье.
Учился в школе Антона Ажбе в Мюнхене (1911—1912) и в «Русской академии» в Париже (1912—1914). В годы Первой мировой войны жил и работал в Германии: Дрезден (1914), Берлин (1917).
После возвращения в Эстонию участвовал в создании объединения «Паллас» и Высшей художественной школы «Паллас» в Тарту (1919), преподавал в школе, в 1929—1940 директор. Преподавал также и в Тартуской художественной школе (1944—1950; профессор с 1947, в 1945—1948 директор). Среди учеников — Ферди Саннамеес, Герман Халисте, Август Вомм, Йоханнес Хирв, В. М. Белов.
С 1950 по 1954 год работал в Москве у Сергея Меркурова. По некоторым данным, был вынужден покинуть Эстонию, спасаясь от возможного ареста.
С 1954 года снова жил в Тарту (собственный дом, улица Якоба Хурды, 2, архитектор Арнольд Маттеус).
Похоронен в Хагери, семейное захоронение Külvaja («Сеятель»).

## Творчество
Работал преимущественно с камнем, среди произведений — гранитная станковая, декоративная и мемориальная скульптура. Для творчества Старкопфа характерны лирико-философский строй образов, приземистые по пропорциям выразительные фигуры, оперирование крупными обобщёнными объёмами.

### Произведения

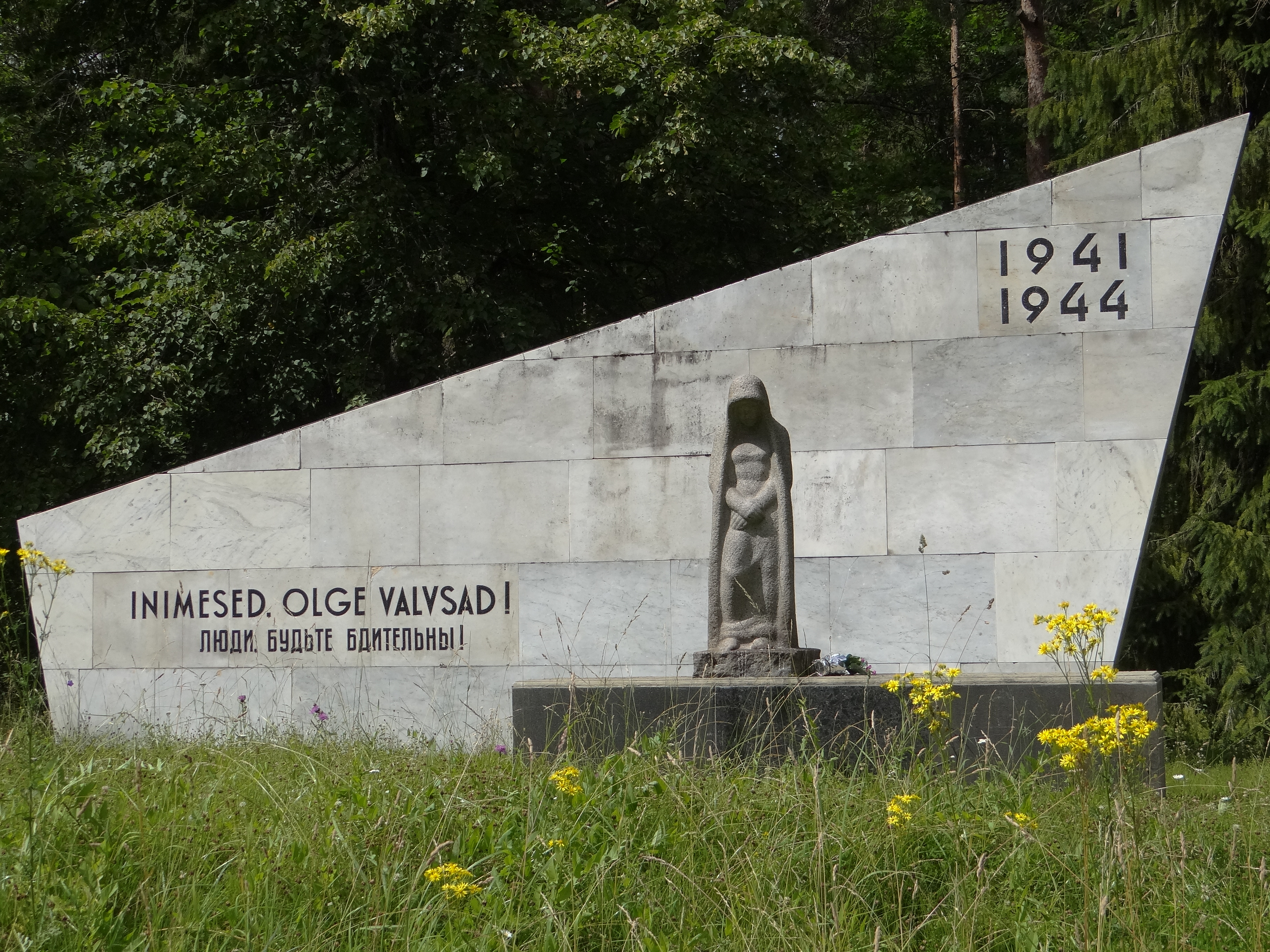
«Скорбь»

- «Вечер» (1936—1937) и «Каменный цветок» (1958; оба гранит, Художественный музей Эстонской ССР, Таллин)
- «Финиш», «Последний шаг» («Viimane samm», Лесное кладбище в Риге)
- Надгробие Ханса Суклеси (кладбище Рахумяэ)
- «Играющий на каннеле» и надгробие К. Валдаса (гранит, 1956, кладбище Раади, Тарту)
- «Скорбь» (также «Cкорбящая женщина», «Скорбящая мать») — памятник, посвящённый советским воинам, погибшим в лагере Шталаг 351, город Валга, лес Прийметса (1959)

## Награды и премии
Награжден 2 орденами и медалью.
Вошёл в составленный в 1999 году по результатам письменного и онлайн-голосования список 100 великих деятелей Эстонии XX века.

## Личная жизнь
- С 1920 по 1928 год был женат на Лидии Мей.
- Вторая жена — Алида Старкопф[9].
  - Дети — Мари-Анн-Кооль и Юри-Александер.